# Eloria ombrea
Eloria ombrea är en fjärilsart som beskrevs av Druce 1886. Eloria ombrea ingår i släktet Eloria och familjen tofsspinnare. Inga underarter finns listade i Catalogue of Life.